# Die Bürger von Calais

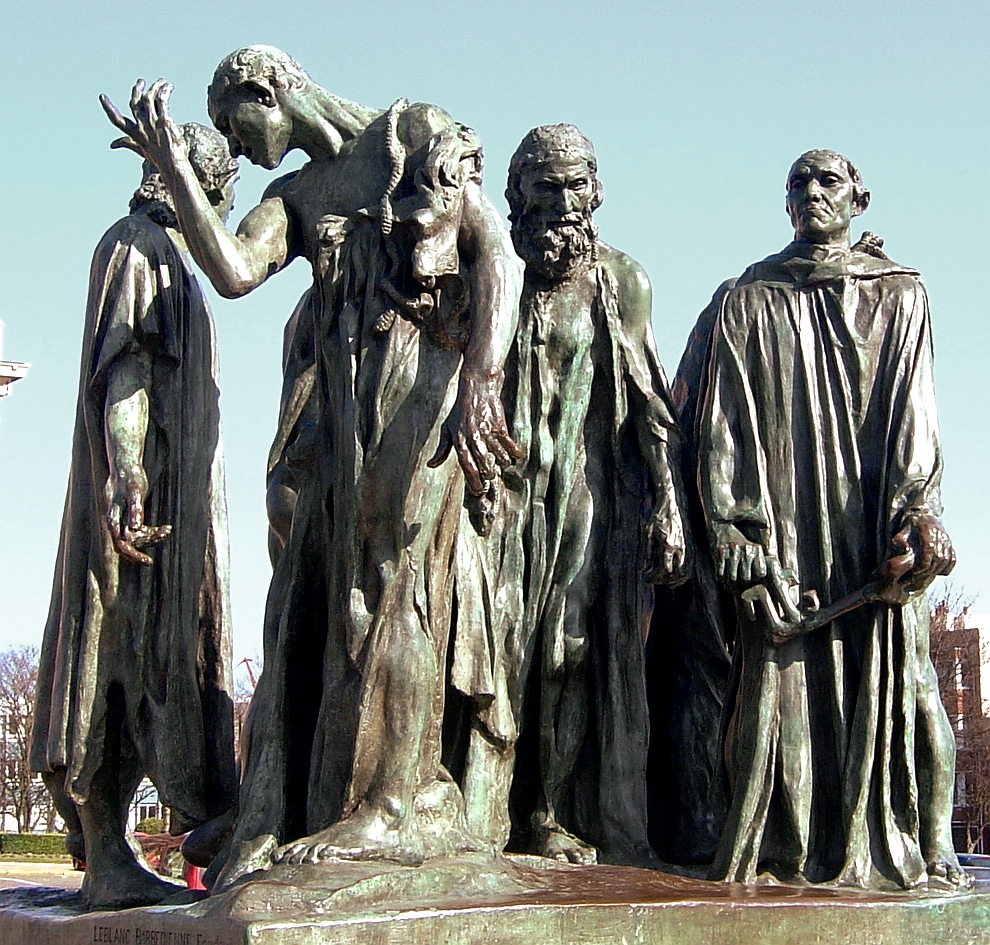
Die Bürger von Calais von Auguste Rodin, Place de l’Hôtel de Ville in Calais

Die Bürger von Calais sind ein künstlerisches Motiv, das den mittelalterlichen Chroniques de France, d’Angleterre, d’Ecosse, de Bretagne, de Gascogne, de Flandre et lieux circonvoisins („Chroniken Frankreichs, Englands, Schottlands, der Bretagne, der Gascogne, Flanderns und der benachbarten Örtlichkeiten“) des Jean Froissart entstammt. Es wurde ab der zweiten Hälfte des 18. Jahrhunderts (Aufklärung) bis zum Beginn des 20. Jahrhunderts (Expressionismus) verschiedentlich aufgegriffen. Dies erfolgte erstmals im Drama Le siège de Calais (Die Belagerung von Calais) von Pierre-Laurent Buirette de Belloy aus dem Jahr 1765. In der Folge beschäftigten sich besonders französische und englische Künstler aufgrund des wachsenden Interesses an nationaler Geschichte mit den Bürgern von Calais. Die bekanntesten und kunsthistorisch sehr bedeutsamen Werke dieses Titels sind die Plastik von Auguste Rodin (1889), das Drama von Georg Kaiser (1914) und die Oper von Rudolf Wagner-Régeny (1939, mit Libretto von Caspar Neher).

## Geschichtlicher Hintergrund
Im Juni 1346, während des Hundertjährigen Kriegs, fiel der englische König Eduard III. in Frankreich ein und erreichte Anfang September Calais, das er während der elf folgenden Monate belagern ließ. Ein Entsatzangriff des französischen Königs Philipp VI. scheiterte im August 1347, sodass die Lage der Stadt aussichtslos wurde. Calais drohte bei einer bedingungslosen Kapitulation die Plünderung und Zerstörung. Um dies zu verhindern, stellten sich gemäß der Chronik des Jean Froissart sechs der angesehensten Stadtbürger (Eustache de Saint Pierre als erster, dann Jean d’Aire, Jacques und Pierre de Wissant, Jean de Fiennes und Andrieu d’Andres) freiwillig als Geiseln zur Verfügung. Sie sollen am 4. August 1347 barfuß, nur mit einem Hemd bekleidet und einen Strick um den Hals, vor den englischen König getreten sein; dieser habe beabsichtigt, sie zur Vergeltung für die Verluste seiner Belagerungstruppe hinrichten zu lassen. Nur die flehentliche Bitte der ebenfalls anwesenden englischen Königin Philippa von Hennegau soll die sechs Männer gerettet haben. Dabei handelte es sich um ein gängiges Kapitulationsritual, das sich ähnlich auch in anderen Fällen findet. Die Absicht, die sechs Bürger wirklich umzubringen, hatte König Eduard zu keiner Zeit.

## Plastik von Auguste Rodin

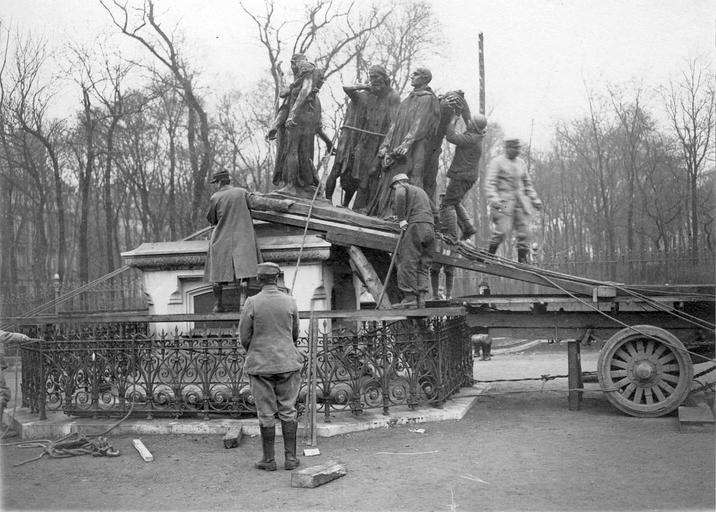
Auguste Rodins Plastik Die Bürger von Calais erster Aufbau auf hohem Sockel in Calais

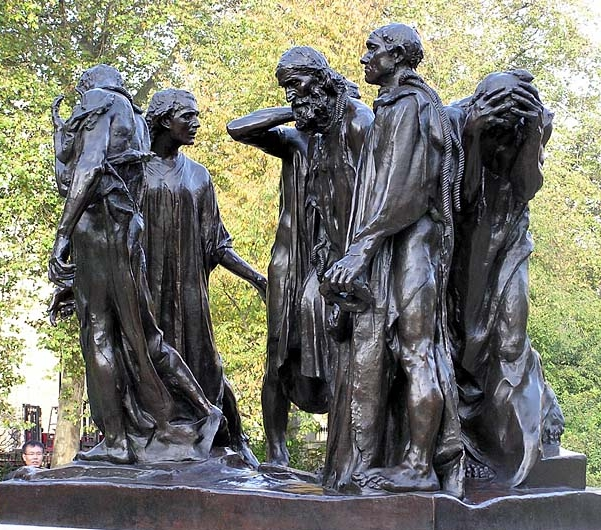
Auguste Rodins Plastik Die Bürger von Calais in London

1884 beschloss die Stadt Calais, ein Monument zu Ehren von Eustache de Saint Pierre und seiner Gefährten errichten zu lassen, und beauftragte 1885 Auguste Rodin nach Vorlage eines ersten Tonmodells mit der Ausführung einer Bronzeplastik. Ein weiterer Entwurf wurde noch im selben Jahr ausgeführt. Obwohl die Vorlage für den Guss 1889 bereitstand, konnte dieser wegen künstlerischer Differenzen und finanzieller Schwierigkeiten erst 1895 ausgeführt werden. Meinungsverschiedenheiten ergaben sich vor allem über die Frage des Standortes (nicht der Art des Sockels, wie aufgrund falsch interpretierter Aussagen Rodins seit Beginn des 20. Jahrhunderts vielfach angenommen wird). Seine ursprüngliche Idee war eine betrachternahe Aufstellung auf einem niedrigen, aber eindrucksvollen Sockel. Als ebenbürtige Alternative schlug der Künstler unter Voraussetzung einer hinreichenden Freistellung des Denkmals einen 1,80 m hohen Sockel vor, womit er seitens des Komitees auf Akzeptanz stieß. Es muss darauf hingewiesen werden, dass Rodin nie eine ebenerdige Aufstellung im Sinn hatte, wie es häufig in der älteren Literatur propagiert wurde. Das Denkmal wurde schließlich auf einem gotisierenden Steinsockel mittlerer Höhe montiert, gegenüber dem Jardin du Front Sud aufgestellt und am 3. Juni 1895 feierlich enthüllt. Erst nach dem Tode des Künstlers, im Jahr 1924, kam man der von Rodin angedachten niedrigen Aufstellung nach und entfernte den Sockel. Während des Zweiten Weltkrieges wurde das Denkmal zum Schutz eingelagert und steht seit 1945 an seinem heutigen Platz vor dem Rathaus.

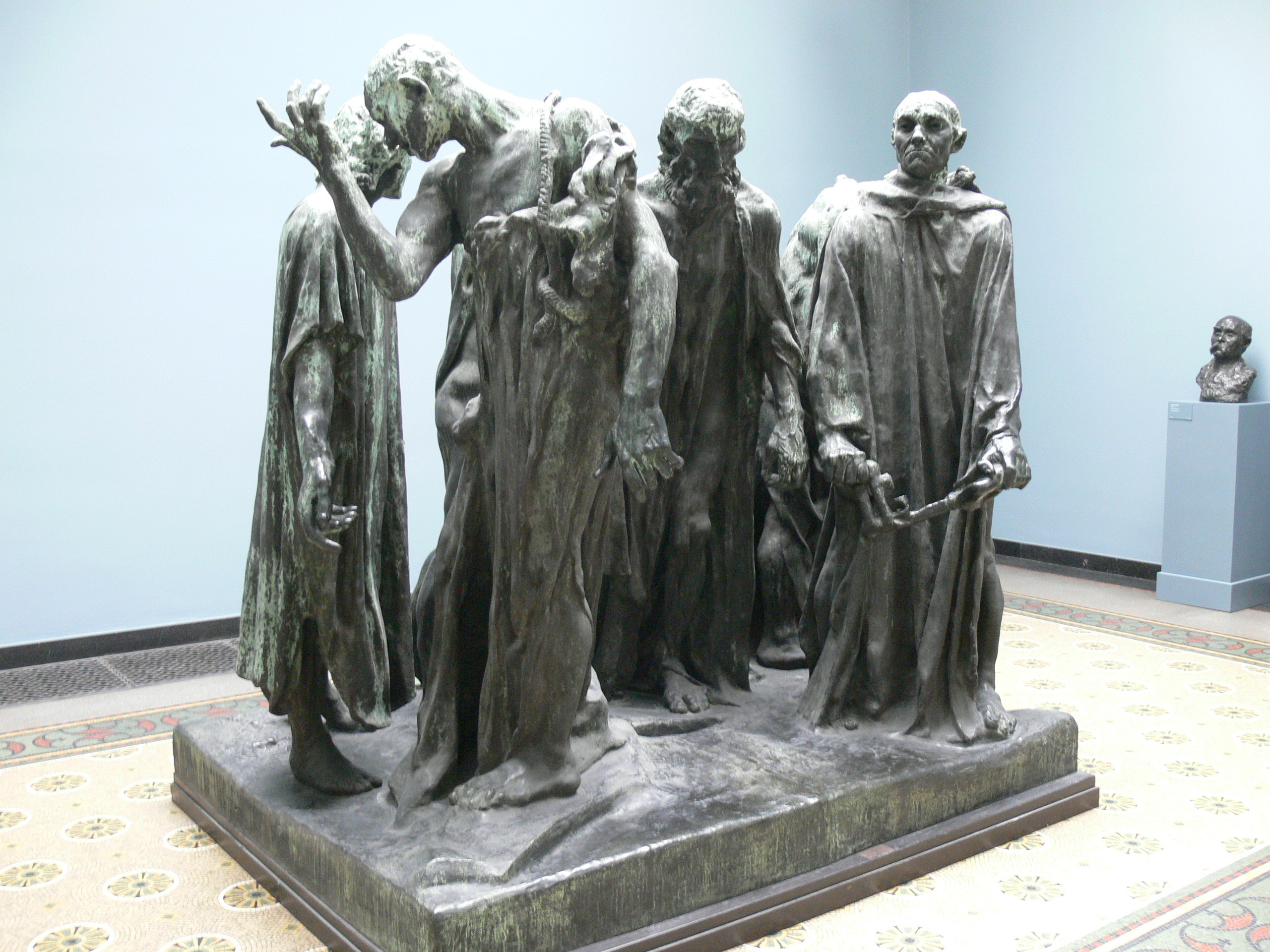
Die Bürger von Calais in der Ny Carlsberg Glyptotek in Kopenhagen

Le Monument aux Bourgeois de Calais (Das Denkmal für die Bürger von Calais) gilt als eines der wichtigsten Werke Rodins und der impressionistischen Plastik. In seinen kunstkritischen Schriften beschäftigte sich Rainer Maria Rilke eingehend mit ihr. Gleichzeitig ist sie ein Wendepunkt zugunsten der Demokratisierung des Denkmals, indem Rodin mittels einer Gruppe von sechs Individualplastiken auf Hauptfigur und -ansicht verzichtete, wie es auch seine Absicht war, das Denkmal wortwörtlich „vom Sockel zu holen“. Zur Aufhebung der Hierarchie zwischen Werk und Betrachter trug schließlich auch die Gestik und Mimik der Figuren bei, die anstelle eines vorbildhaften heroischen Gebarens vielmehr innere Bewegung und verzweifelte Stimmung ausdrückten. Rodin betont Hände und Füße, die gemeinhin Handlung symbolisieren, indem er sie vergrößert. Damit verleiht er dem Werk expressionistische Züge. Dies wird durch die zerlumpte Kleidung, welche die angespannten Muskeln durchscheinen lässt, zusätzlich betont. Alles scheint sich um die innere Anspannung der tragischen Helden zu drehen. Der Betrachter selbst wird zum Teil der Szene, wenn er sich, um das gesamte Werk zu erfassen, um die Skulptur bewegen muss. Rodins Werk löste einen Skandal aus.

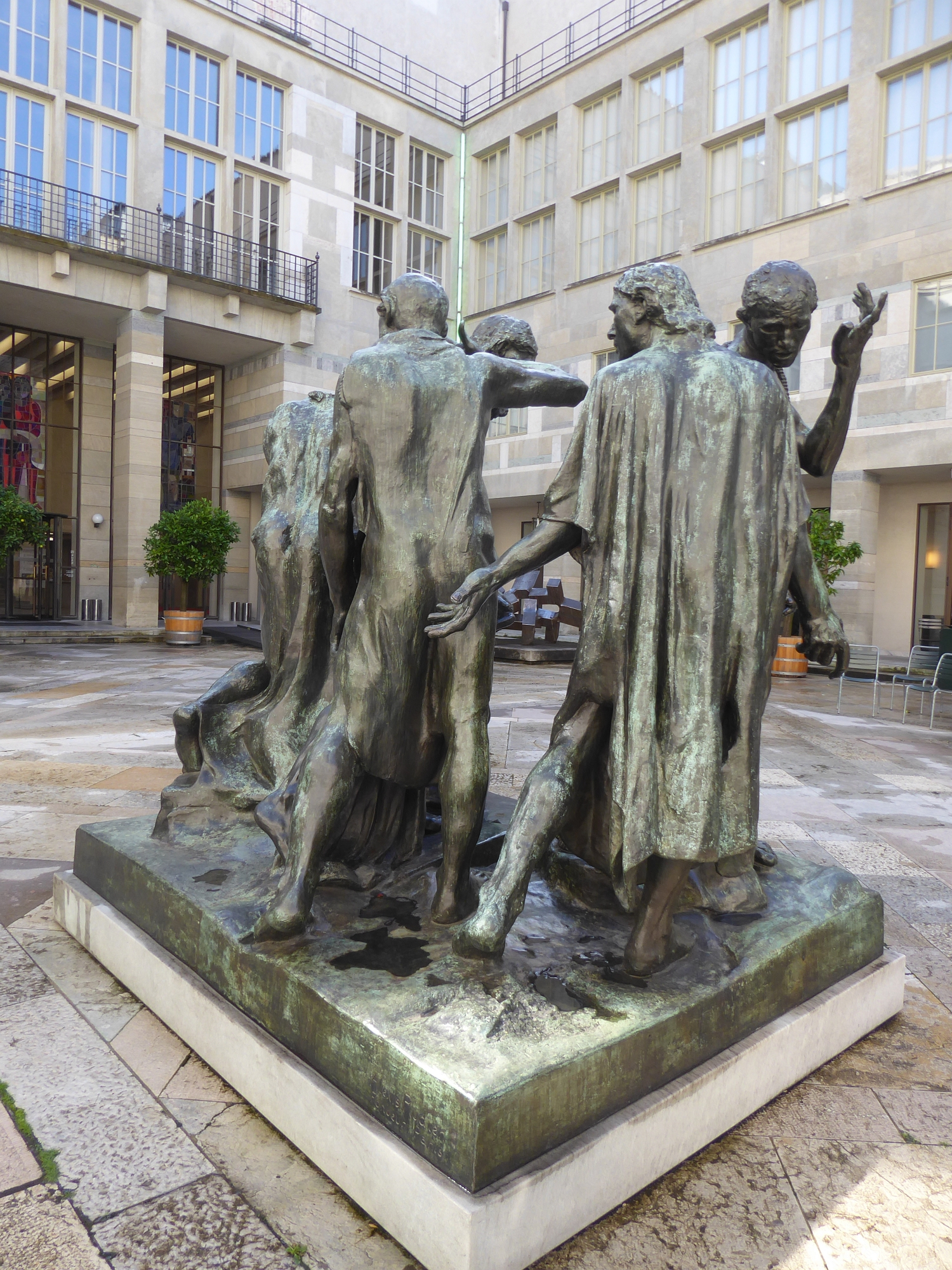
Die Bürger von Calais im Innenhof des Kunstmuseums Basel

### Vorbilder
Als mögliche formale Vorbilder kommen die nahezu lebensgroßen und in weiten Teilen Westeuropas verbreiteten spätmittelalterlichen bis barocken – ebenerdig aufgestellten – Figurengruppen der Grablegung Christi in Frage, bei denen ein Herantreten und Mitempfinden des Betrachters möglich und von kirchlicher Seite auch gewünscht war.

### Original und Kopien
Die Plastik ist aus Bronze gegossen; sie ist 2,35 Meter breit, 2,19 Meter hoch und 1,78 Meter tief und existiert in insgesamt zwölf Ausführungen. Als Guss ist das Werk kein Einzelstück, und Rodin ließ zu seinen Lebzeiten vier Exemplare herstellen. Der zwölfte Guss von 1995 ist aufgrund eines amtlichen Beschlusses aber der definitiv letzte.
Die Standorte der Bürger von Calais im Originalguss
1. Calais, place de l’hôtel de ville, 1895
2. Kopenhagen, Ny Carlsberg Glyptotek, 1903
3. Morlanwelz (Belgien), Musée royal de Mariemont, 1905
4. London, Parlamentsgarten, Guss 1908, Aufstellung 1915
5. Philadelphia, Rodin Museum, Guss zwischen 1919 und 1922, Aufstellung 1925
6. Basel, Kunstmuseum, Guss 1943, Aufstellung 1948
7. Washington, Hirshhorn Museum and Sculpture Garden, Guss 1943, Aufstellung 1953
8. Paris, Musée Rodin, Guss 1926, Übereignung ans Museum 1955
9. Tokio, Nationalmuseum für westliche Kunst, Guss 1953, Aufstellung 1959
10. Pasadena, Norton Simon Museum, 1967
11. New York, Metropolitan Museum of Art, Guss 1985, Aufstellung 1989
12. Seoul, Rodin-Galerie, 1995

Die über die Welt verteilten Aufstellungsorte der bronzenen Bürger von Calais wurden für Candida Höfer im Jahre 2000 Anlass für eine Serie von Fotos der Skulpturen-Räume, die jeweils im Format von 152 × 152 cm auf der Documenta 11 (2002) in Kassel gezeigt wurden. Höfer machte in der Serie „die Widersprüchlichkeit dieser Räume sichtbar“ und bildete darin „die Dialektik von Tradition und Moderne, Repräsentation und Gebrauch“ ab.
Neben den vollständigen Güssen gibt es auch Kopien einzelner Statuen der Gruppe, so in Stanford von allen sechs Figuren.

### Rezeption

#### „Rodin-Skandal von Calais“
Der Rodin-Skandal von Calais brach aus, da das Denkmal nicht dem Wunsch der Stadt nach einem Heldendenkmal entsprach. Rodins Auffassungen wichen davon entschieden ab. Rodin stellte keine Helden voller Tapferkeit, Mut und Tatendrang dar, sondern niedergeschlagene und bedrückte Menschen. Er verlieh der Gefühlswelt dieser Menschen starken Ausdruck in Haltung und Mimik, ihrer Trauer, Verzweiflung. Eine Hierarchisierung der Protagonisten unterließ er, sondern stellte die sechs Figuren gleichwertig dar. Die üblichen Darstellungsweise und Bildsprache eines Heldendenkmals wurde von Rodin somit bewusst außerachtgelassen.
Der Aufstellung der Figuren waren große Diskussionen vorausgegangen. Passend zu der realistischen Darstellung dieser Helden bevorzugte Rodin eine ebenerdige Präsentation. Er verzichtete in einem Vorschlag auch auf den Sockel und damit auch auf eine übliche Präsentationsform von Heldendenkmälern. Dieser Vorschlag hatte einen Skandal zur Folge. Die städtischen Auftraggeber zogen es vor, die dargestellten Stadtväter in heroischem Aufbegehren auf einem Sockel sehen, als ihnen in niedergeschlagenen Posen auf Augenhöhe zu begegnen. Diese Skulpturgruppe lässt eher die Möglichkeit der Erstellung eines Psychogrammes zu als Heldenverehrung. Rodins Bürger von Calais sind ein Beispiel für eine veränderte künstlerische Auffassung der Plastik im 19. Jahrhundert, die er selbst wesentlich mit verursacht hat.
Zu der Kritik an seinem Werk äußerte sich Rodin gelassen und gab sich zuversichtlich: „Es ist ganz einfach, an dem Tag, an dem das Publikum meine Skulpturen und die anderer junger Künstler in meinem Fahrwasser anerkennen wird, werden die Lehren der Kunstakademie auf den Kopf gestellt.“
Ein Guss der Figurengruppe befindet sich im Kunstmuseum Basel. Zusammen mit dem Original existieren weltweit zwölf Fassungen.

#### Drama von Georg Kaiser
Das Drama Die Bürger von Calais – Bühnenspiel in drei Akten entstand, angeregt von Rodins bereits berühmt gewordener Plastik, 1912/1913 in einer ersten Fassung. Es fand seine endgültige Form 1914 und wurde am 29. Januar 1917 am Neuen Theater in Frankfurt am Main unter der Regie von Arthur Hellmer uraufgeführt. Das Theaterstück wurde ein großer Publikumserfolg und brachte Georg Kaiser den künstlerischen Durchbruch. Es ist noch heute Schullektüre.
Kaiser setzt die Kenntnisse über die Ereignisse im Hundertjährigen Krieg als bekannt voraus. Das Drama beginnt mitten im Geschehen und weicht dann am Ende wesentlich von Froissarts Chronik ab:
1. Akt: In einer offenen Stadthalle der Stadt Calais treffen sich „Gewählte Bürger“ (Ratsherren), die über weiteren Widerstand oder Aufgabe debattieren. Einer von ihnen ist Eustache de Saint Pierre, einer der reichsten Männer. Der englische König lässt die Nachricht überbringen, dass er die Belagerung aufhebt, unter einer Bedingung: „[…] sechs gewählte Bürger sollen den Schlüssel vor die Stadt tragen – sechs Gewählte Bürger sollen aus dem Tor schreiten – barhäuptig und unbeschuht – im Kleid der Sünder – den Strick um den Nacken […] Sechs sollen am frühen Morgen von der Stadt aufbrechen – sechs sollen sich im Sande vor Calais überliefern – sechsmal schnürt sich die Schlinge -; das wird die Buße, die Calais und den Hafen heil bewahrt!“ Eustache de Saint Pierre meldet sich als erster, danach folgen weitere vier. Die Gebrüder Wissant melden sich gleichzeitig, sodass eine Person zu viel ist. Ein Los soll entscheiden, wer sich nicht opfert.
2. Akt: Die sieben Freiwilligen nehmen Abschied von ihren Angehörigen. Beim Abendessen wollen sie auslosen, wer sich nicht aufopfern muss. Der Versuch misslingt, da Eustache die Lose manipuliert hat, um alle nochmals zum Überdenken ihrer Entscheidung zu zwingen. Man beschließt, dass derjenige verschont wird, der am nächsten Morgen als letzter am Marktplatz ankommt.
3. Akt: Am Morgen kommen alle auf dem Marktplatz zusammen und bereiten sich auf ihren Gang zum englischen König vor; nur Eustache fehlt. Man verdächtigt ihn, seine Mitbürger verraten zu haben, als Eustaches Vater seinen toten Sohn auf einer Bahre herbeitragen läßt. Um die Notwendigkeit des Opfers zu zeigen, habe sich Eustache in der Nacht das Leben selbst genommen. Am Ende trifft ein englischer Bote ein und verkündet: Dem König wurde in der Nacht ein Sohn geboren, er will „an diesem Morgen um des neuen Lebens willen kein Leben vernichten. Calais und sein Hafen sind ohne Buße vor der Zerstörung gerettet!“ Die Leiche des Eustache wird in die Kathedrale getragen: „der König von England soll – wenn er vor dem Altar betet – vor seinem Überwinder knien!“ Der blinde Vater Eustaches spricht: „Ich habe den neuen Menschen gesehen – in dieser Nacht ist er geboren!“ Das zur Skulptur gefrorene Schlussbild weist auf Rodin hin.
Kaisers „Zeitstück“ gilt als literarisches Dokument und Hauptwerk des expressionistischen Dramas; es weist modellhaft die dafür typischen abstrahierenden Stilmittel auf: den Topos des „neuen Menschen“, die Entindividualisierung der Figuren, eine hochartifizielle sowie symbolgeladene Sprache und Bühnenhandlung, die pathetische Steigerung. Die Botschaft, dass die Rettung der Gemeinschaft nur durch das Selbstopfer eines Einzelnen anstelle des sinnlosen Widerstandes aller erreicht werde, entsprach der gängigen expressionistischen Kritik an Bürgertum und Massengesellschaft der wilhelminischen Epoche, die angesichts der gesellschaftlichen Erschütterungen durch den industrialisierten Tod im Ersten Weltkrieg umso schärfer wirkte.